# Гаспаров, Михаил Леонович
Михаи́л Лео́нович Гаспа́ров (13 апреля 1935, Москва — 7 ноября 2005, там же) — советский и российский филолог-классик, литературовед, переводчик (с древних и новых языков), стиховед, теоретик литературы, эссеист, поэт. Автор фундаментальных работ о русском и европейском стихе, истории античной литературы и русской поэзии. Академик РАН (1992, член-корреспондент АН СССР с 1990), доктор филологических наук (1979).

## Биография
Михаил Гаспаров родился 13 апреля 1935 года в Москве. Его мать, Елена Александровна Будилова (1909—1991), работала редактором в журнале «Безбожник» (впоследствии доктор психологических наук, научный сотрудник Института психологии АН СССР). Отцом Гаспарова предположительно был религиовед Дмитрий Ефимович Михневич, также служивший в журнале «Безбожник», затем в редакции журнала «За рубежом», а впоследствии в издательстве АН СССР. Официальным мужем матери был горный инженер Лео Арсентьевич Гаспаров, армянин из Нагорного Карабаха; Будилова и Гаспаров недолго жили вместе и развелись, когда Михаил был ещё ребёнком.
Окончил среднюю школу № 12 г. Москвы (1952) и классическое отделение филологического факультета МГУ (1957); одногруппник пушкиниста В. С. Непомнящего. Кандидат филологических наук (1963, диссертация «Античная литературная басня»), доктор филологических наук (1979, в качестве диссертации представлена монография «Современный русский стих: метрика и ритмика»), член-корреспондент АН СССР с 15 декабря 1990 года по Отделению литературы и языка (литературоведение), академик РАН с 11 июня 1992 года. В 1957—1990 годах — сотрудник сектора античной литературы ИМЛИ АН СССР, в 1971—1981 годах — руководитель сектора, участвовал в работе Московско-тартуской семиотической школы и математико-филологического кружка академика А. Н. Колмогорова. Один из организаторов и профессор кафедры истории и теории мировой культуры философского факультета МГУ (1990—1994 и с 1997), преподавал также в Литературном институте им. А. М. Горького.
С 1990 года — главный научный сотрудник сектора стилистики и языка художественной литературы Института русского языка РАН, с 1992 года одновременно работал в Институте высших гуманитарных исследований РГГУ. В 2002—2005 годах заведовал отделом структурной лингвистики и лингвистической поэтики ИРЯ РАН, сменив на этой должности В. П. Григорьева.
Как отмечала Нина Брагинская, известность к нему пришла в последние десять лет жизни.
По словам литературоведа Омри Ронена, «Гаспаров был человек твёрдых мнений и расставаться с ними не любил». В последние годы М. Л. Гаспаров опубликовал, помимо традиционных, ряд «экспериментальных» переводов («Неистового Роланда» Л. Ариосто, французской и немецкой поэзии XVIII—XX веков), вызвавших неоднозначные оценки.
10 апреля 2005 года, за три дня до своего семидесятилетия, принял крещение по православному обряду. Умер 7 ноября 2005 года. Похоронен рядом с матерью на Миусском кладбище в Москве.

### Семья
С 1954 года был женат на редакторе Алевтине Михайловне Зотовой (род. 1934).
- дочь — психолог Елена Гаспарова-Волкова (род. 1956)[12][13].
- сын — переводчик, писатель, разработчик настольных игр Владимир Гаспаров (Илья Оказов; 20.06.1964 — 13.02.2020)[14][15][16].
- Троюродные племянники — философ Н. С. Автономова и экономист В. С. Автономов.

## Признание и память
- Лауреат Государственной премии России в области литературы (1994, за книги «Авсоний. Стихотворения» и «Русские стихи 1890-х — 1925-го годов в комментариях»),
- Премия «Иллюминатор» (1995),
- Малая Букеровская премия (1997; за сборник «Избранные статьи»),
- премии Андрея Белого (1999; за книгу «Записи и выписки»).
- В 2004 году М. Л. Гаспарову была присуждена академическая премия им. А. С. Пушкина за «Избранные труды» (том 1 «О поэтах»; том 2 «О стихах»; том 3 «О стихе»)[17].

Председатель Мандельштамовского общества, главный редактор «Мандельштамовской энциклопедии»; многолетний член редколлегий «Литературных памятников», «Трудов по знаковым системам», «Библиотеки античной литературы», реферативного журнала «Литературоведение», журналов «Известия РАН. Серия литературы и языка», «Вестник древней истории», «Arbor Mundi» («Мировое древо», Москва, РГГУ), «Elementa» (США), «Rossica Romana» (Италия) и др.
В память о Михаиле Леоновиче Гаспарове Институт высших гуманитарных исследований РГГУ ежегодно проводит Гаспаровские чтения. Тематика секций конференции совпадает с основными направлениями исследований М. Л. Гаспарова (классическая филология, проблемы перевода, русская литература XIX века, русская литература начала XX века, стиховедение)

## Основные труды

### Исследования и переводыантичной литературы
Книги
- Античная литературная басня (Федр и Бабрий). — М., 1971.
- История всемирной литературы. — Т. 1. — М.: Наука, 1983. Автор разделов: Разд. 2. Ч. 2. Введение. (С. 303—312) Гл. 4. Эллинистическая литература III—II вв. до н. э. (С. 397—423) (совм. с М. Е. Грабарь-Пассек) Гл. 5—8. Римская литература III—II вв. до н. э. Греческая и римская литература I в. до н. э. — III в. н. э. (С. 423—501)
- Занимательная Греция: Рассказы о древнегреческой культуре. — М.: ГЛК-НЛО, 1995. (переиздавалась неоднократно)
- Об античной поэзии: Поэты. Поэтика. Риторика. — СПб.: Азбука, 2000.
- Рассказы Геродота о греко-персидских войнах и ещё о многом другом. — М.: Согласие, 2000. (переиздавалась неоднократно)
- Капитолийская волчица: Рим до цезарей. — М.: Фортуна ЭЛ, 2008 (специальный приз премии «Просветитель»)

Переводы:
- Федр, Бабрий. Басни. / Пер. с лат., древнегреч. — М.: Изд-во АН СССР, 1962. — 264 с. = М.: Ладомир — Наука, 1995. (Серия «Литературные памятники»).
- Светоний. Жизнь двенадцати цезарей. / Пер. с лат. — М.: Наука, 1964. (Серия «Литературные памятники»). (переиздавалась неоднократно)
- Басни Эзопа / Пер. с древнегреч. — М.: Наука, 1968. — 320 с. = М.: Ладомир — Наука, 1993. (Серия «Литературные памятники»).
- Гораций. Наука поэзии // Гораций. Избранное. — М., 1970.
- Цицерон. Оратор // Цицерон. Три трактата об ораторском искусстве. — М., 1972. — С. 329—384.
- Овидий. Наука любви. Лекарство от любви // Овидий. Элегии и малые поэмы. — М., 1973.
- Цицерон. Тускуланские беседы // Цицерон. Избранное. — М., 1975.
- Овидий. Ибис // Овидий. Скорбные элегии. Письма с Понта. — М.: Наука, 1978. — С. 163—177. (Серия «Литературные памятники»).
- Овидий. Наука рыболовства // Овидий. Скорбные элегии. Письма с Понта. — М.: Наука, 1978. — С. 177—180. (Серия «Литературные памятники»).
- Дионисий Галикарнасский. О соединении слов // Античные риторики. — М., 1978. — С. 167—221.
- Диоген Лаэртский. О жизни, учениях и изречениях знаменитых философов / Пер. с древнегреч. — М.: Мысль, 1979. — 571 с. (Серия «Философское наследие». Т. 99). (переиздавалась неоднократно)
- Пиндар. Вакхилид. Оды. Фрагменты / Пер. с древнегреч. — М.: Наука, 1980. — 504 с. (Серия «Литературные памятники»).
- Аристотель. Поэтика // Аристотель и античная литература. — М., 1978.
  - (2-е изд.) // Аристотель. Сочинения в 4 т. — М., 1983. (Серия «Философское наследие»).
- Филодем. О стихах. Кн. 5. // Лосев А. Ф. Эллинистически-римская эстетика I—II вв. н. э. — М., 1979. — С. 342—360.
- Поздняя латинская поэзия. — М., 1982. Перевод текстов: (С. 191—240. Клавдиан. На бракосочетание Гонория и Марии. Похвала Серене. Против Руфина. С. 305—372. Кверол, или Комедия о горшке. С. 373—444. Дидактическая поэзия. С. 482—499. Эпиграммы Луксория. С. 581—593. Драконтий. Эпиталамий Иоанну и Витуле. Сотворение мира).
- Тексты в кн.: Хрестоматия по ранней римской литературе. — М., 1984.
- Тексты в кн.: Авсоний. Стихотворения / Пер. с лат. — М.: Наука, 1993. (Серия «Литературные памятники»).
- Тексты в кн.: Поэты «Латинской Антологии» / Пер. с лат. Сост. М. Л. Гаспаров, Ю. Ф. Шульц. — М., Изд-во МГУ, 2003.

### Средневековая литература и литература Нового времени
- История всемирной литературы. Т. 2. М.: Наука. 1984. Автор разделов: Разд. 9. Гл. 1. Пар. 2-3. Латинская литература V—VIII вв. (с. 446—453) Разд. 10. Гл. 1. Латинская литература зрелого средневековья. (с. 499—516)
- Аверинцев С. С., Гаспаров М. Л. Проблемы литературной теории в Византии и латинском средневековье. М.: Наука, 1986. 255 с.

Переводы:
- Многие тексты в кн.: Поэзия вагантов. М.: Наука. 1975. (Серия «Литературные памятники»).
- Тексты в кн.: Эразм Роттердамский. Стихотворения. Иоанн Секунд. Поцелуи. М.: Наука, 1983. (Серия «Литературные памятники»).
- Ариосто Л. Неистовый Роланд. В 2 т. / Пер. с итал. М.: Наука, 1993. (Серия «Литературные памятники»).
- «Эцеринида» Альбертино Муссато // Другие средние века. К 75-летию А. Я. Гуревича. / Сост. И. В. Дубровский, С. В. Оболенская, М. Ю. Парамонова. М.—СПб.: Университетская книга, 1999. — С. 79—98.
- Гейм Г. Стихотворения. / Пер. с нем. М.: Наука, 2002. (Серия «Литературные памятники»).
- Экспериментальные переводы. — СПб. : Гиперион, 2003 (ISBN 5-89332-076-X).

### Исследования по русской литературе
- Гаспаров М. Л. Композиция пейзажа у Тютчева.
- Очерки истории языка русской поэзии XX в. М., 1993.
- О. Мандельштам: гражданская лирика 1937 года. М., РГГУ. 1996.
- О русской поэзии: Анализы. Интерпретации. Характеристики. СПб, Азбука. 2001.

### Исследования по стиховедению
- Современный русский стих. Метрика и ритмика. — М.: Наука, 1974. — 487 с. — 10 000 экз.
- Очерк истории русского стиха. Метрика, ритмика, рифма, строфика. — М.: Наука, 1984. — 319 с.— 6300 экз.
  - 2-е изд. (дополненное) — М., 2000.
- Очерк истории европейского стиха. — М.: Наука, 1989. — 302 с. — 5250 экз.
  - 2-е изд. (дополненное) — М., 2003.
- Русские стихи 1890-х — 1925-го годов в комментариях. — М.: Высшая школа, 1993.
  - 2-е изд.: Русский стих начала XX века в комментариях: Уч. пособие. — М.: Фортуна Лимитед, 2001.
  - 3-е изд. М., 2004;
- Метр и смысл. Об одном из механизмов культурной памяти. — М.: РГГУ, 1999. — 289 с. — 1000 экз.
- Гаспаров М. Л., Скулачёва Т. В. Статьи о лингвистике стиха. — М.: Языки славянской культуры, 2004. — 283 с.
- Ясные стихи и «тёмные» стихи: анализ и интерпретация. — М.: Фортуна ЭЛ, 2015. — 416 с. 2500 экз. ISBN 978-5-9582-0047-4

### Собрания сочинений
- Избранные труды. В 4 т.
  - Т. 1. О поэтах. М.: Языки русской культуры, 1997. 662 с. ISBN 5-7859-0009-2
  - Т. 2. О стихах. М.: Языки русской культуры, 1997. 504 с. ISBN 5-7859-0010-6
  - Т. 3. О стихе. М.: Языки русской культуры, 1997. 608 с. ISBN 5-7859-0011-4
  - Т. 4. Лингвистика стиха; Анализы и интерпретации. М.: Языки русской культуры, 2012. 720 с. ISBN 978-5-9551-0618-2
- Избранные статьи. М.: НЛО. 1995. 480 с. 5 т. э.
- Записи и выписки. М.: НЛО. 2000. 416 с.
- Собрание сочинений в шести томах. М.: НЛО.
  - Т. 1: Греция / Вступ. статья, сост. Н. П. Гринцера, М. Л. Андреева. — 2021. — 848 с. ISBN 978-5-4448-1283-9
  - Т. 2: Рим; После Рима / Вступ. статья, сост. Н. П. Гринцера, М. Л. Андреева. — 2021. — 848 с. ISBN 978-5-4448-1285-3
  - Т. 3: Русская поэзия / Сост. О. А. Лекманова, К. М. Поливанова. — 2022. — 992 с. ISBN 978-5-4448-1747-6
  - Т. 4: Стиховедение / Сост. И. А. Пильщикова, Д. В. Сичинавы, А. Б. Устинова. — 2022. — 1008 с. ISBN 978-5-4448-1842-8
  - Т. 5: Переводы; О переводах и переводчиках / Сост. А. Б. Устинова. — 2023. — 1104 с. ISBN 978-5-4448-1896-1
  - Т. 6: Наука и просветительство / Сост. К. М. Поливанова, А. Б. Устинова. — 2023. — 1000 с. ISBN 978-5-4448-1986-9

### Литературные произведения
Свои немногочисленные литературные произведения М. Л. Гаспаров предположительно подписывал псевдонимами Ящук, Т. А. и Клара Лемминг. Под собственным именем Гаспаров опубликовал стихотворение «Калигула».